# 我倆沒有明天
《我倆沒有明天》是一套1967年出品的美國傳記犯罪電影。此片改編自美國1930年代的鴛鴦大盜邦妮和克萊德的真實故事。
電影由亞瑟·潘執導，男主角由華倫·比提扮演，女主角則由費·唐娜薇扮演。此片獲多項奧斯卡金像獎提名，包括最佳影片、最佳男主角及最佳女主角，更被美國電影學院選為AFI百年百大電影第42名。
費·唐娜薇在片中的造型（即「瘦高著迷地長裙，裙擺風飄持衝鋒槍噴火劫掠」）已是電影經典畫面。当时更有海报店製成大幅海报贩卖，显见颇有崇拜影迷粉丝
2017年第89屆奧斯卡頒獎典禮，為紀念本片五十週年，特請男女主角擔任最佳影片頒獎人，卻因會計事務所疏失，造成頒錯獎的嚴重事故。

## 故事大纲
故事主要描述一對大盜情人邦妮和克萊德以打劫為生，浪跡天涯。

## 角色
- 華倫·比提 饰演 克萊德·巴羅，电影的男主角
- 費·唐娜薇 饰演 邦妮·派克，电影的女主角
- 邁克爾·J·波拉德（英语：Michael J. Pollard） 饰演 C.W.莫斯，邦妮和克萊德的帮手
- 金·哈克曼 饰演 巴克·巴罗，克萊德的兄弟
- 艾絲提·柏遜絲 饰演 布兰奇·巴罗，巴克的配偶
- 丹佛·派爾（英语：Denver Pyle） 饰演 弗兰克·哈默尔
- 杜部·泰勒（英语：Dub Taylor） 饰演 伊万·莫斯，C.W.莫斯的父亲
- 吉恩·懷爾德 饰演 尤金·格里扎德
- 埃文斯·埃文斯（英语：Evans Evans） 饰演 维尔玛·戴维斯
- Mabel Cavitt 饰演 艾玛·克劳斯·帕克，邦妮的母親（未掛名）[1]

## 奖项
奥斯卡：
- 最佳女配角奖-Estelle Parsons
- 最佳摄影奖-Burnett Guffey
- 最佳影片提名
- 最佳导演提名
- 最佳编剧提名-David Newman 与 Robert Benton
- 最佳男主角提名
- 最佳女主角提名
- 最佳男配角提名-Michael J. Pollard
- 最佳男配角提名-Gene Hackman
- 最佳服装设计提名-Theadora Van Runkle

## 其他電影引用
在《這個殺手不太冷》中，Mathilda要求Leon接受自己一起行动时，说道：“Bonnie and Clyde didn't work alone. Thelma and Louise didn't work alone. They were the best.”（Thelma and Louise即電影「末路狂花」的兩名女主角）

## 外部連結
- 開眼電影網上《我倆沒有明天》的資料（繁體中文）
- 豆瓣电影上《雌雄大盗》的資料 （简体中文）
- 时光网上《雌雄大盗》的資料（简体中文）
- AllMovie上《我倆沒有明天》的资料（英文）
- 爛番茄上《我倆沒有明天》的資料（英文）
- Box Office Mojo上《我倆沒有明天》的資料（英文）
- TCM电影资料库上《我倆沒有明天》的资料（英文）
- Metacritic上《我倆沒有明天》的資料（英文）
- 互联网电影数据库（IMDb）上《我倆沒有明天》的资料（英文）